# Jimmy Valiant
James Harold Fanning, noto con lo pseudonimo Jimmy Valiant (Tullahoma, 6 agosto 1942), è un ex wrestler e scrittore statunitense.

## Biografia
James Harold Fanning nacque a Tullahoma, in Tennessee, ultimo dei cinque figli della coppia formata da James ed Effie Fanning. In seguito avrebbe incorporato il nome delle sue quattro sorelle, Louise, Christine, Charlena e Patrica, nel tatuaggio a tela di ragno che si fece su un braccio.
Dopo l'infanzia si trasferì a Willingboro, New Jersey. Sposò Clara, con la quale ebbe tre figli: Robin, Rhonda e Dana. Da Monika, una precedente relazione, nacque il suo primogenito Todd. Con Felicia, ebbe un altro figlio maschio chiamato Handsome. È sposato con Angel. Ha 6 nipoti: Lonna, Jenae, Beau, Chassie, Clarissa e Delilah.

### Carriera nel wrestling

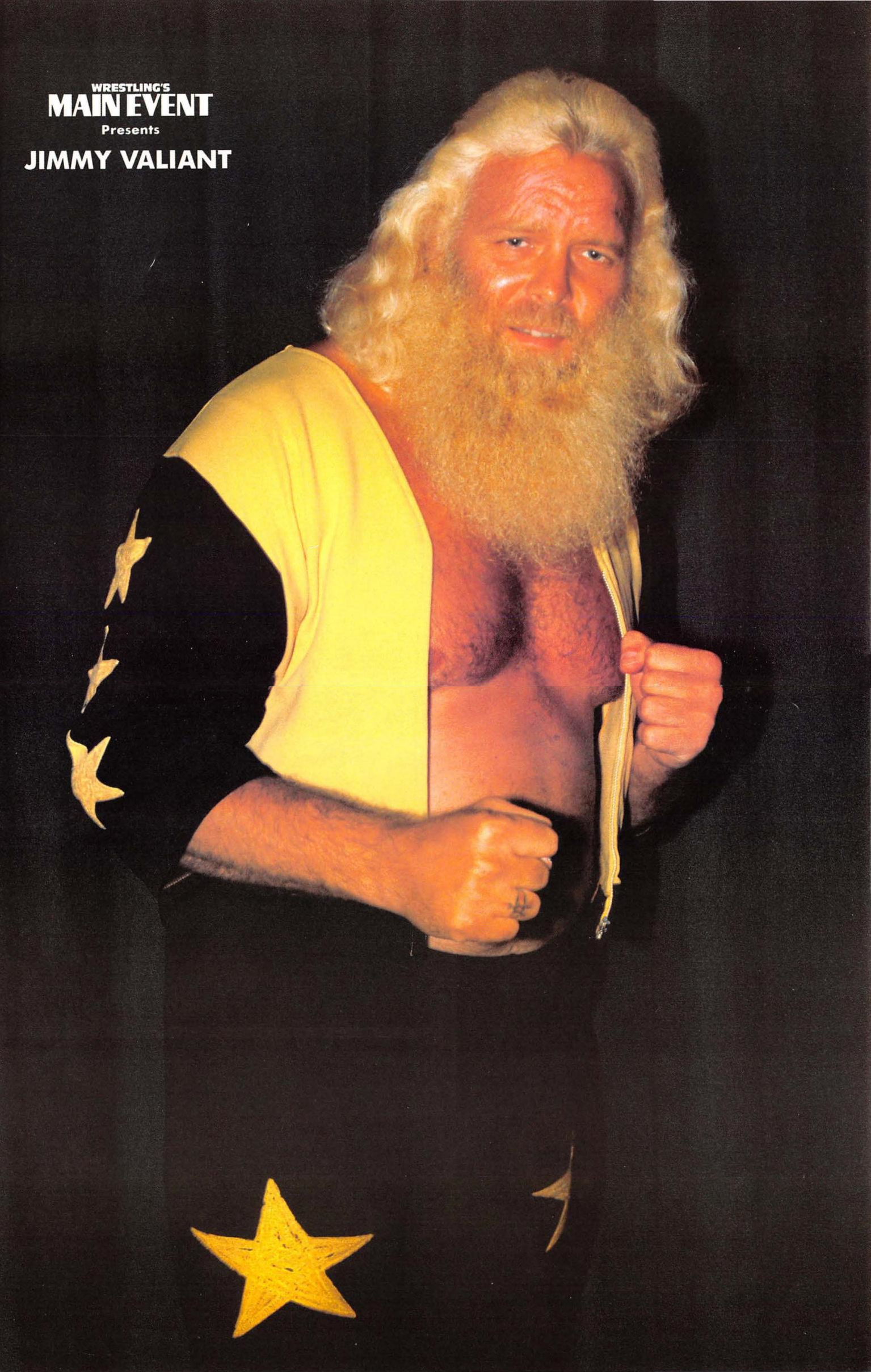
Jimmy Valiant nel 1983

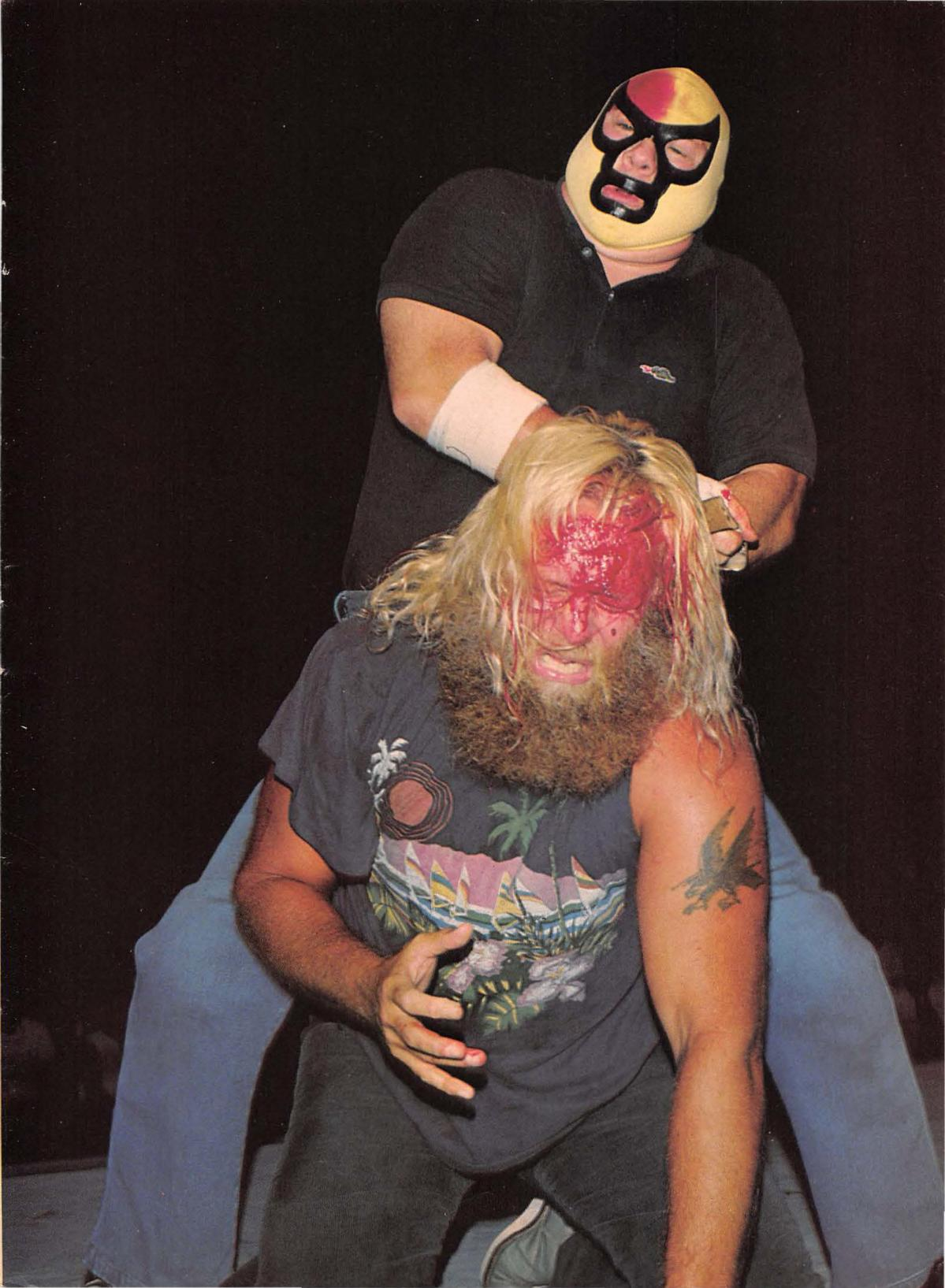
The Assassin vs. Jimmy Valiant (1985)

Fanning esordì nel wrestling nel 1964 come "Big Jim Vallen". Negli anni settanta lottò nella World Wide Wrestling Federation con il ring name "Handsome Jimmy Valiant" e formò un tag team con Johnny Valiant che dominò la divisione dei combattimenti a coppie conquistando anche il WWWF Tag Team Championship. Alla fine degli anni sessanta nella WWA, il manager del duo era Bobby Heenan.
Valiant entrò nella WWWF nel 1971 come "babyface", originariamente con lo pseudonimo "Gentleman Jim Valiant", ma divenne ben presto un heel. Ebbe dei match titolati con il campione Pedro Morales in arene secondarie, ed ebbe un feud con Chief Jay Strongbow. Jimmy e il fratello (kayfabe) Johnny detennero le cinture tag team dal 1974 al 1975 e si scontrarono spesso con Chief Jay Strongbow e Bruno Sammartino.
Durante la fine degli anni settanta – inizio ottanta, Valiant fu molto popolare nella zona di Memphis (Tennessee). Ebbe rivalità importanti con Jerry Lawler e lottò in coppia con Bill Dundee. Incise persino una canzone, The Ballad of Handsome Jimmy, che venne utilizzata come sua musica d'ingresso sul ring e divenne un successo radiofonico a livello locale nella zona di Memphis. Nonostante i tentativi della federazione di Memphis di trattenere Valiant a tempo pieno (la compagnia si offrì anche di comprargli una casa a Memphis secondo la biografia di Jerry Lawler), egli decise di andarsene dopo essere stato campione AWA Southern Heavyweight per circa un anno. Sempre sul finire degli anni settanta, Valiant lottò anche per breve tempo nella Jim Crockett Promotions con il personaggio heel di "King James Valiant" con manager Lord Alfred Hayes.
Nel 1979, Jimmy tornò in WWWF con Johnny in veste di occasionale lottatore e fece da manager a Johnny e Jerry Valiant quando questi vinsero le cinture di coppia.
All'inizio degli anni ottanta, Valiant tornò a lottare da face nella Jim Crockett Promotions come "Boogie Woogie Man" Jimmy Valiant e definiva i suoi fan "Street People" ("la gente di strada"). La sua musica d'ingresso era all'epoca Boy from New York City dei The Manhattan Transfer. Nella JCP, appariva spesso con un bavaglio nero autodefinendosi "Charlie Brown from Outta Town". Questo accadeva nel periodo nel quale Valiant era (kayfabe) stato bandito dal wrestling. Charlie Brown veniva presentato come un personaggio completamente nuovo ed estraneo a Valiant, nonostante sfoggiasse la leggendaria e prodigiosa barba di Valiant.
Nel gennaio 1984, Valiant fu aggredito da Paul Jones e The Assassins che lo imprigionarono tra le corde del ring per permettere a Jones di tagliargli la barba. L'episodio portò a un grudge match all'evento appositamente chiamato "Boogie Man Jam '84" svoltosi a Greensboro, Carolina del Nord. Per questo incontro, Dusty Rhodes era nell'angolo di Valiant legato con una corda a Paul Jones. Valiant sconfisse Assassin II, che venne smascherato rivelandosi essere Hercules Hernandez. Il feud con Paul Jones e la sua stable proseguì fino alla fine del 1986. La fazione di Jones includeva The Barbarian, Baron von Raschke, Teijo Khan e The Assassins. Durante il feud, Valiant ricevette aiuto da parte di Héctor Guerrero e "Raging Bull" Manny Fernandez. Anche se Jimmy Valiant perse un Loser Leaves Town Tuxedo Street Fight match con Paul Jones a Starrcade 1984, la rivalità con Jones e compagnia continuò. Nel 1985, Valiant e Ragin' Bull Manny Fernandez formarono un tag team denominato "B and B Connection" ("Boogie Woogie" and "Bull").
Alla fine del 1986, The Ragin Bull Manny Fernandez, il migliore amico di Valiant, accettò denaro da Jones e lo tradì, causando un feud tra i due. La "guerra" tra Valiant e Paul Jones culminò al ppv Starrcade 1986 in un No DQ Match vinto da Jimmy Valiant.
Alla fine degli anni ottanta, Jimmy fece coppia con Hector Guerrero (all'epoca con l'identità del mascherato Laser Tron) e Bugsy McGraw cominciando una rivalità con The New Breed. Quando la Jim Crockett Promotions divenne la WCW, Valiant lasciò la compagnia e tornò a Memphis per andare a lottare nella USWA. Nel 1990 vinse in due occasioni lo USWA Unified World Heavyweight Championship da Jerry Lawler.
Da allora, Valiant ha lavorato principalmente in federazioni minori del circuito indipendente.
Il 14 maggio 2022, all'età di 79 anni, Valiant vinse un 6-man tag team match nella Patriotic Wrestling Federation di York, Carolina del Sud.

## Personaggio

### Mosse finali
- Body slam
- Elbow drop
- Forehead bite

### Soprannomi
- "Handsome"
- "Big"
- "King"
- "The Boogie Woogie Man"
- "Charlie Brown from Outta Town"

### Manager
- Major Duke George
- Grand Wizard
- Lou Albano
- Lord Alfred Hayes
- Big Mama (Felicia Fanning)
- The Goon
- Jimmy Hart
- Bobby Heenan

## Titoli e riconoscimenti
- All-American Wrestling
  - AAW Heavyweight Championship (5)[7]
- All Pro Wrestling
  - APW Heavyweight Championship (1)[7]
- Allied Independent Wrestling Federations
  - AIWF Hall Of Fame (Classe del 2016)
  - AIWF Mid-Atlantic Tag Team Championship (1) – con Rob Mcbride
- American Championship Wrestling
  - ACW Universal Tag Team Championship (1) – con Bob Ross[7]
- Big Time Wrestling (San Francisco)
  - NWA World Tag Team Championship (San Francisco version) (1) – con Johnny Valiant
- Cauliflower Alley Club
  - Other honoree (1997)
- Championship Pro Wrestling
  - CPW Heavyweight Championship (1)[7]
- Championship Wrestling from Florida
  - NWA Florida Tag Team Championship (1) – con Johnny Valiant
  - NWA United States Tag Team Championship (Florida version) (1) – con Johnny Valiant
- Georgia Championship Wrestling
  - NWA Georgia Tag Team Championship (1) – con Johnny Valiant
- Maple Leaf Wrestling
  - NWA Television Championship (Toronto version) (2)
- Mid-Atlantic Championship Wrestling
  - NWA Television Championship (2)
- National Wrestling Alliance
  - NWA Legends Hall of Heroes (2016)[8]
- North American Wrestling Alliance
  - NAWA Heavyweight Championship (1)[7]
  - NAWA Tag Team Championship (1) – con Hangman Bruce Pobanz
- New England Pro Wrestling Hall of Fame
  - Classe del 2018
- Northern Wrestling Federation
  - NWF Heavyweight Championship (1)[9]
- NWA Mid-America / Continental Wrestling Association
  - AWA Southern Heavyweight Championship (5)
  - AWA Southern Tag Team Championship (1) – con Rocky Johnson[10][11]
  - CWA Tag Team Championship (3) – con Bill Dundee (2) e Don Carson (1)
  - NWA Mid-America Heavyweight Championship (1)
  - NWA Southern Heavyweight Championship (Memphis version) (1)
- Pro Wrestling Illustrated
  - PWI Tag Team of the Year (1974) – con Johnny Valiant
  - 274º nella lista dei migliori 500 wrestler singoli nei "PWI Years" del 2003.
- Southern Championship Wrestling
  - SCW Hall of Fame (Classe del 1997)[12]
- United States Wrestling Association
  - USWA Southern Heavyweight Championship (1)
  - USWA Unified World Heavyweight Championship (2)
- World Wide Wrestling Federation / World Wrestling Federation
  - WWWF World Tag Team Championship (1) – con Johnny Valiant
  - Cadillac Tournament (1)
  - WWF Hall of Fame (Classe del 1996)
- World Wrestling Association
  - WWA World Heavyweight Championship (1)
  - WWA World Tag Team Championship (4) – con Johnny Valiant[13]
- Wrestling Observer Newsletter
  - Worst Tag Team (1987) con Bugsy McGraw